# Расмекеевский сельсовет
Расмекеевский  сельсовет  — муниципальное образование в Кушнаренковском районе Башкортостана.
Административный центр — село Байталлы.

## История
Согласно Закону о границах, статусе и административных центрах муниципальных образований в Республике Башкортостан имеет статус сельского поселения.

## Население
| 2002 | 2009  | 2010 | 2012 | 2013 | 2014 | 2015 |
| ---- | ----- | ---- | ---- | ---- | ---- | ---- |
| 1009 | ↗1113 | ↘957 | ↘938 | ↘896 | ↘883 | ↘861 |
| 2016 | 2017  | 2018 |      |      |      |      |
| ↘846 | ↘839  | ↘825 |      |      |      |      |

## Состав сельского поселения
| № | Населённый пункт | Тип населённого пункта       | Население |
| - | ---------------- | ---------------------------- | --------- |
| 1 | Байталлы         | село, административный центр | ↘445      |
| 2 | Расмекеево       | деревня                      | ↘224      |
| 3 | Купаево          | деревня                      | ↘140      |
| 4 | Староюмраново    | деревня                      | ↘94       |
| 5 | Урал             | деревня                      | ↘54       |

## Известные уроженцы
- Гатауллин, Забир Сабирович (род. 5 июня 1949) — заслуженный строитель РБ, Заслуженный строитель РФ[13].
- Кашфи Карипов (1892—1918) — башкирский поэт.
- Шамсутдинов, Мухамет Мухаррямович (2 сентября 1927 — 30 августа 1971) — танцовщик, народный артист БАССР (1955)[14].